# 高知プロ野球プレシーズンマッチ
『高知プロ野球プレシーズンマッチ』（こうちプロやきゅうプレシーズンマッチ）は2012年度から、日本野球機構（NPB）管轄プロ野球の開幕前に開催されている春季練習試合のシリーズである。
以前から高知県においては、有料入場によるシーズン開幕前の春季オープン戦が、高知県でキャンプを張る球団（主に埼玉西武ライオンズ、阪神タイガース、オリックス・バファローズ）を中心に行われていたが、各球団ともキャンプ地を沖縄県ないし宮崎県に移したことでオープン戦の開催が減少する中、無料入場による練習試合を高知県、高知市などの関係自治体、高知県観光コンベンション協会などが主催して集中開催するようになった。
- 2024年時点で、高知県でキャンプを張るのは埼玉西武ライオンズ（B班）のみ（A班は宮崎県）。阪神タイガースは一軍は2002年限りで、二軍も2023年限りで高知県から撤退した。オリックス・バファローズも前身の阪急ブレーブス時代は高知県でキャンプを張っていたが、現在のオリックスとなってからは高知県は二次キャンプとして1〜2週間程度の滞在となり最終的に撤退した。このほか、平成以降に限ると福岡ソフトバンクホークスも前身の福岡ダイエーホークス時代に高知県でキャンプを張っていた。

なお2016年は日程の都合上実施されなかった。この時は埼玉西武だけがプレシーズンマッチの出場に挙手し、阪神は「2月中は沖縄にいたい。3月の第1週目なら」として、オリックスも「宮崎市でのキャンプ開催に伴い、宮崎の顔を立てないといけない」として参加を辞退。このため、ほかの球団にも参加を呼び掛けたが、交通事情の問題などから参加ができず、プレシーズンマッチは中止となった。2017年は埼玉西武と東北楽天の参加による2試合を実施。2018年以降は毎年埼玉西武対千葉ロッテのカードが組まれている。現在は毎年2月末の土曜・日曜で行われているが、2024年は3月上旬に開催された。

## 大会概要

### 2012年度
- 日程　2月28日 - 3月1日
- 会場　高知市東部総合運動場野球場、高知県立春野運動公園野球場、安芸タイガース球場
- 参加チーム　オリックス・バファローズ、埼玉西武ライオンズ、千葉ロッテマリーンズ（以上NPB）、LGツインズ（韓国リーグ）

### 2013年度
- 日程　3月2日・3日
- 会場　2012年に同じ
- 参加チーム　オリックス・バファローズ、埼玉西武ライオンズ、千葉ロッテマリーンズ、阪神タイガース（全チームNPB）

### 2014年度
- 日程　3月1日・2日
- 会場・参加チーム　いづれも2013年に同じ

### 2015年度
- 日程　2月27日 - 3月1日
- 会場　2014年に同じ
- 参加チーム　オリックス・バファローズ、埼玉西武ライオンズ、阪神タイガース（全チームNPB）

### 2016年度
- 開催中止

### 2017年度
- 日程　2月25日・26日
- 会場　高知県立春野運動公園野球場
- 参加チーム　埼玉西武ライオンズ、東北楽天ゴールデンイーグルス（全チームNPB）

### 2018年度
- 日程　2月24日・25日
- 会場　高知県立春野運動公園野球場
- 参加チーム　埼玉西武ライオンズ、千葉ロッテマリーンズ（全チームNPB）

### 2019年度
- 日程　2月23日・24日
- 会場　高知県立春野運動公園野球場
- 参加チーム　埼玉西武ライオンズ、千葉ロッテマリーンズ（全チームNPB）

### 2020年度
- 日程　2月22日・23日
- 会場　高知県立春野運動公園野球場
- 参加チーム　埼玉西武ライオンズ、千葉ロッテマリーンズ（全チームNPB）

### 2021年度
- 日程　2月27日・28日
- 会場　高知県立春野運動公園野球場
- 参加チーム　埼玉西武ライオンズ、千葉ロッテマリーンズ（全チームNPB）

### 2022年度
- 日程　2月26日・27日
- 会場　高知県立春野運動公園野球場
- 参加チーム　埼玉西武ライオンズ、千葉ロッテマリーンズ（全チームNPB）

### 2023年度
- 日程　2月25日・26日
- 会場　高知県立春野運動公園野球場
- 参加チーム　埼玉西武ライオンズ、千葉ロッテマリーンズ（全チームNPB）

### 2024年度
- 日程　3月2日・3日
- 会場　高知県立春野運動公園野球場
- 参加チーム　埼玉西武ライオンズ、千葉ロッテマリーンズ（全チームNPB）